# Piramida Czarna

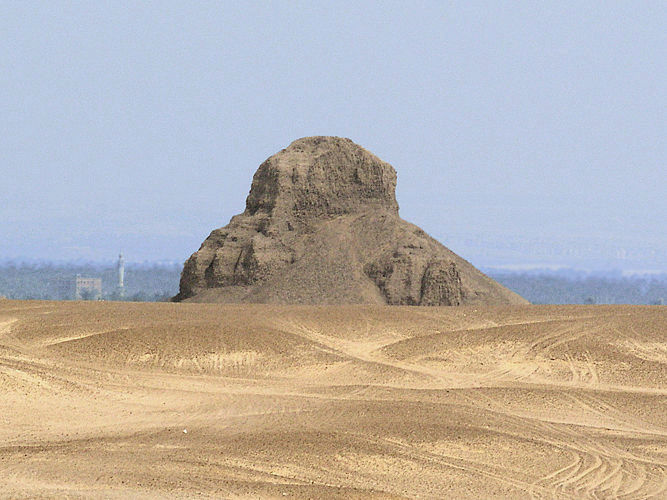
Piramida Amanemhata III w Dahszur

Piramida Czarna – piramida Amenemhata III w Dahszur w Egipcie. Pierwsza z dwóch piramid wzniesionych przez Amenemhata III, władcę starożytnego Egiptu z czasów Średniego Państwa, z XII dynastii. Zbudowana w obrębie nekropolii Dahszur, mającej swe początki w czasach Starego Państwa, zwana obecnie Piramidą Czarną.

## Nazwa
W czasach starożytnych zwana była „Amenemhat jest piękny”.

## Rozmiary i konstrukcja

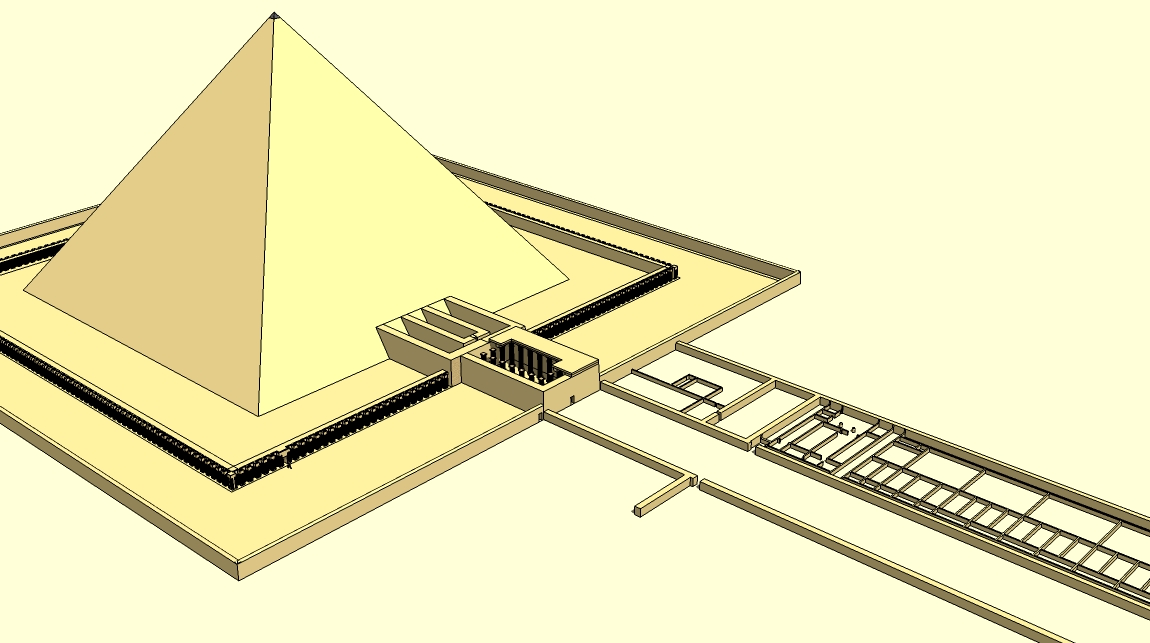
Pierwotny wygląd piramidy

Długość boku podstawy wynosiła 104,2 m, wysokość 75 m, a kąt nachylenia boków 57° 15'. Jej część nadziemna zbudowana została z suszonej cegły mułowej obudowanej wokół naturalnego rdzenia skalnego.Całość budowli oblicowano wapieniem z Tura. Wszystkie pomieszczenia wewnętrzne zostały wykute w skale podłoża na głębokości ok. 12 metrów poniżej powierzchni podłoża.
Dwa wejścia do wnętrza znajdowały się w pobliżu południowych narożników fasad – jedno po stronie wschodniej, drugie po zachodniej.
Piramida ta jest konstrukcją, mającą skomplikowany system korytarzy łączących kilka sal i komór, przeznaczonych dla króla oraz członków jego rodziny.
Od wejścia wschodniego wprost wiódł ciąg schodów, prowadzący dalej w dół korytarzem, załamującym się w kierunku północnym, prowadzący dalej poprzez system korytarzy i piętnastu komór i bocznych sal, do komory grobowej króla, umieszczonej po wschodniej stronie centrum piramidy.
W latach 1894–1895 prace wykopaliskowe w okręgu Amenemhata prowadził Jacques de Morgan. Odnalezienie wejścia do piramidy zajęło mu około ośmiu miesięcy. Przed przystąpieniem do eksploracji pomieszczeń piramidy badacze zmuszeni byli do oczyszczenia ich z gruzu i odłamków kamiennych. Część korytarzy zostało podstemplowanych bowiem nacisk masy budulca piramidy spowodował – pomimo głębokości ok. 12 metrów pod powierzchnią gruntu – osunięcie się części stropów i ścian o około 10 cm. Penetrując system korytarzy, De Morgan stwierdził, że żadne z bocznych pomieszczeń nie zostało wykorzystane. Dotarłszy do komory króla, odnalazł w niej sarkofag wykuty z czerwonego granitu, przykryty wypukłym wiekiem. Wokół górnej jego części wykonano płaskorzeźbioną dekorację motywem plecionki, zaś jego dolną część ozdobiono cokołem, będącym kopią zewnętrznego muru okręgu grobowego piramidy schodkowej Dżesera, zachowując wierność szczegółów.
W latach 1976–1983 pracami badawczymi w okręgu Amenemhata kierował, z ramienia Niemieckiego Instytutu, Dieter Arnold. Dokonał on odkrycia kilku pomieszczeń pominiętych przez De Morgana, wśród których znajdowały się dwie komory grobowe królowych z ich szczątkami w granitowych sarkofagach. Imię jednej z nich pozostaje nieznane, drugą zaś była królowa o imieniu Aat. Ich komory grobowe zostały niemal doszczętnie obrabowane. Rabusie w pierwszej pominęli jedynie kilka przedmiotów – m.in. obsydianową wazę ze złotymi zdobieniami, trzy alabastrowe pudełka w kształcie kaczek, zawierające mięso i kości, głowice maczug z granitu i alabastru i kilka sztuk biżuterii, w drugiej: głowice maczug z kryształu górskiego i alabastru, siedem alabastrowych pojemników w kształcie kaczek, alabastrową wazę na maści oraz kilka drobnych sztuk biżuterii. Odnaleziono również roztrzaskaną skrzynię na urny kanopskie oraz jedną z urn, a dalej fragmenty innej skrzyni oraz kilka dzbanów. Przedmioty te nie miały jednak żadnych inskrypcji. Nieznane są więc imiona ich właścicieli. W czasie dalszych prac odkryto wejście do korytarza prowadzącego w kierunku południowym. Korytarz ten wiódł do grupy kilku pomieszczeń, z których pierwsze było zamurowane, a w pozostałych z nich znajdowały się „zmagazynowane” cegły mułowe. W dalszym, oddalonym pomieszczeniu znaleziono alabastrową skrzynię kanopską oraz roztrzaskaną na kawałki inkrustowaną kaplicę.
Cechą charakterystyczną piramidy Czarnej jest usytuowanie w niej grobów członków rodziny królewskiej, połączenie ich poprzez system korytarzy z komorą grobową króla oraz wybudowanie osobnego wejścia do wnętrza piramidy, prowadzącego do grobów królowych, znajdującego się w pobliżu narożnika południowej fasady po stronie zachodniej.
Całość okręgu grobowego Amenemhata III w Dahszur otoczona była ceglanym murem z występami i uskokami umieszczonymi na przemian.
Pomiędzy północnym odcinkiem muru a piramidą znajduje się dziesięć grobów szybowych, z których tylko dwa zostały wykorzystane. Pierwszy z nich jest grobem króla imieniem Hor z XIII dynastii, a w innym, położonym w pobliżu, spoczywała księżniczka imieniem Nubheteptichred. Świątynia grobowa znajdowała się po wschodniej stronie piramidy. Do naszych czasów przetrwały jedynie ledwo widoczne jej szczątki.